# ガストン・パリス

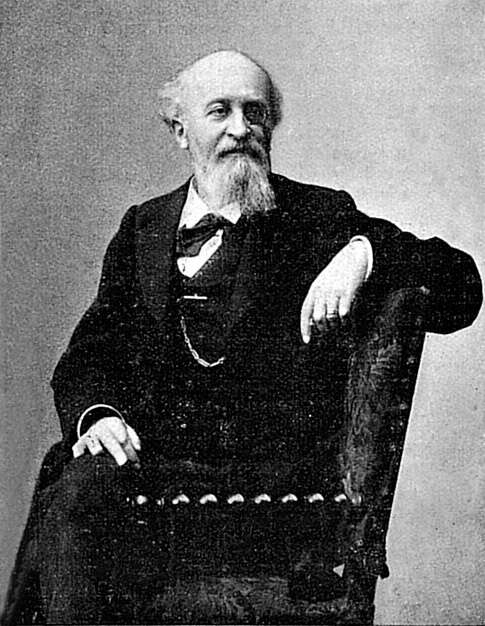
ガストン・パリス

ガストン＝ブリュノ＝ポーラン・パリス（Gaston-Bruno-Paulin Paris, 1839年8月9日 - 1903年3月5日）は、フランスの文献学者、言語学者。主にフランス中世文学の研究を行った。

## 生涯と業績
マルヌ県のアヴネ・ヴァル・ドールに生まれた。父のポーラン・パリスも学者であった。コレージュ卒業後、ドイツのボン大学とゲッティンゲン大学に留学した。ボン大学ではドイツの高名なロマンス語学者であるフリードリヒ・ディーツに学んだ。1859年に帰国し、1862年にフランス国立古文書学校を卒業した。1865年にシャルルマーニュ叙事詩の研究で文学博士の学位を得た。
1868年に高等研究実習院が創立されるとその教授をつとめ、また1872年には父の後任としてコレージュ・ド・フランスのフランス語学・文学の教授に就任した。
パリスはロマンス語文献学の第一人者であった。1865年にポール・メイエらとともに海外の歴史・文献学の研究を紹介する雑誌 Revue critique を、1872年にやはりメイエとともにロマンス語文学研究の雑誌 Romania を創刊した。またディーツの『ロマンス語文法』をフランス語に翻訳した（共訳）。
パリスはまたフランス語の方言研究の上で大きな役割を果たした。1888年に行った講演「フランスの方言」(Les parlers de France) で、パリスはフランスにオイル語とオック語という2つの言語があることを否定し、フランス語は少しずつ色あいの変わっていくタペストリーのようなものであって方言境界など存在しないと主張した。この主張には政治的な意味合いもあったが、ここで指摘した事実は後に方言連続体と呼ばれるようになるものであった。パリスはジュール・ジリエロンによる『フランス言語地図』作成のスポンサーであった。
1876年に碑文アカデミーの会員に、1896年5月28日にアカデミー・フランセーズの会員に選ばれた。またノーベル文学賞の第1回（1901年）から第3回（1903年）まで受賞候補に挙げられていた。
カンヌにて没。